# Roland Morillot (S613)
El U-2518 fue un submarino alemán del Tipo XXI de la Kriegsmarine.  Estos barcos tenían instalaciones de tripulación mucho mejores que las clases anteriores, era mucho más silencioso bajo el agua, tenía congelador para productos alimenticios, una ducha y pequeñas cosas así. También tenían un sistema hidráulico de carga de torpedos que permitía al comandante cargar los 6 tubos en algo menos de 10 minutos que era incluso menos de lo que se tardaba en volver a cargar un tubo de un Tipo VII C normalmente.

## Historial
Fue dado de alta en las listas de la Kriegmarine el día 4 de noviembre de 1944 y puesto bajo el mando del Oblt. Friedrich Weidner, siendo destinado a la 31. Unterseebootsflottille; esta unidad era una Ausbildungsflottille (flotilla de entrenamiento). Allí permaneció hasta el 1 de abril de 1945, cuando fue destinado a la 11. Unterseebootsflottille con base en Bergen , Noruega, siendo esta unidad una Frontflottille (flotilla de combate).
Permaneció allí hasta el 8 de mayo de 1945 sin realizar patrullas. Con el fin de la guerra, el 9 de mayo de 1945, se entregó a los británicos en Horten, Noruega.
Fue llevado primero a Oslo y el 3 de junio zarpa hacia Lisahally, Derry. El U-2518 fue entregado por los británicos a la Marina Nacional francesa. En su viaje desde Lisahally a Francia, el U-2518, fue nombrado Roland Morillot en honor de un oficial de submarinos francés muerto en 1915.mientras estaba detenido en Dún Laoghaire, en febrero de 1946. 
El submarino llegó a Cherburgo el 26 de febrero de 1946, y después de realizársele reparaciones, realizó su primer viaje el 20 de agosto. En enero de 1948 zarpó de Tolon a Casablanca realizando el trayecto completamente sumergido y en abril de 1948 fue asignado permanentemente a la Armada. En agosto de 1956 participó en la Operación Musketeer durante la  Crisis de Suez. El Roland Morillot permaneció operacional hasta 1964, cuando fueron condenados sus tubos lanzatorpedos y en sus compartimientos se instalaron dispositivos de medida para los experimentos de todo tipo que se realizaron en este buque desde 1965 a 1967 en beneficio de la Comisión para los estudios prácticos de submarinos (CEPSM) en Toulon. En 1967 el submarino fue desarmado y puesto en reserva con el numeral Q.426 y el 21 de mayo de 1969 fue vendido a Lotti s.p.a. en La Spezia para desguace.